# Мовчан Валерій Іванович
Вале́рій Іва́нович Мовча́н (14 липня 1959, Сордорово, Таджицька РСР) — український велогонщик, олімпійський чемпіон.
Валерій Мовчан тренувався в спортивному товаристві «Авангард» в Харкові. Золоту олімпійську медаль та звання олімпійського чемпіона він виборов на московській Олімпіаді в гонці переслідування на 4 000 метрів, виступаючи у складі збірної СРСР.